# Гипокауст

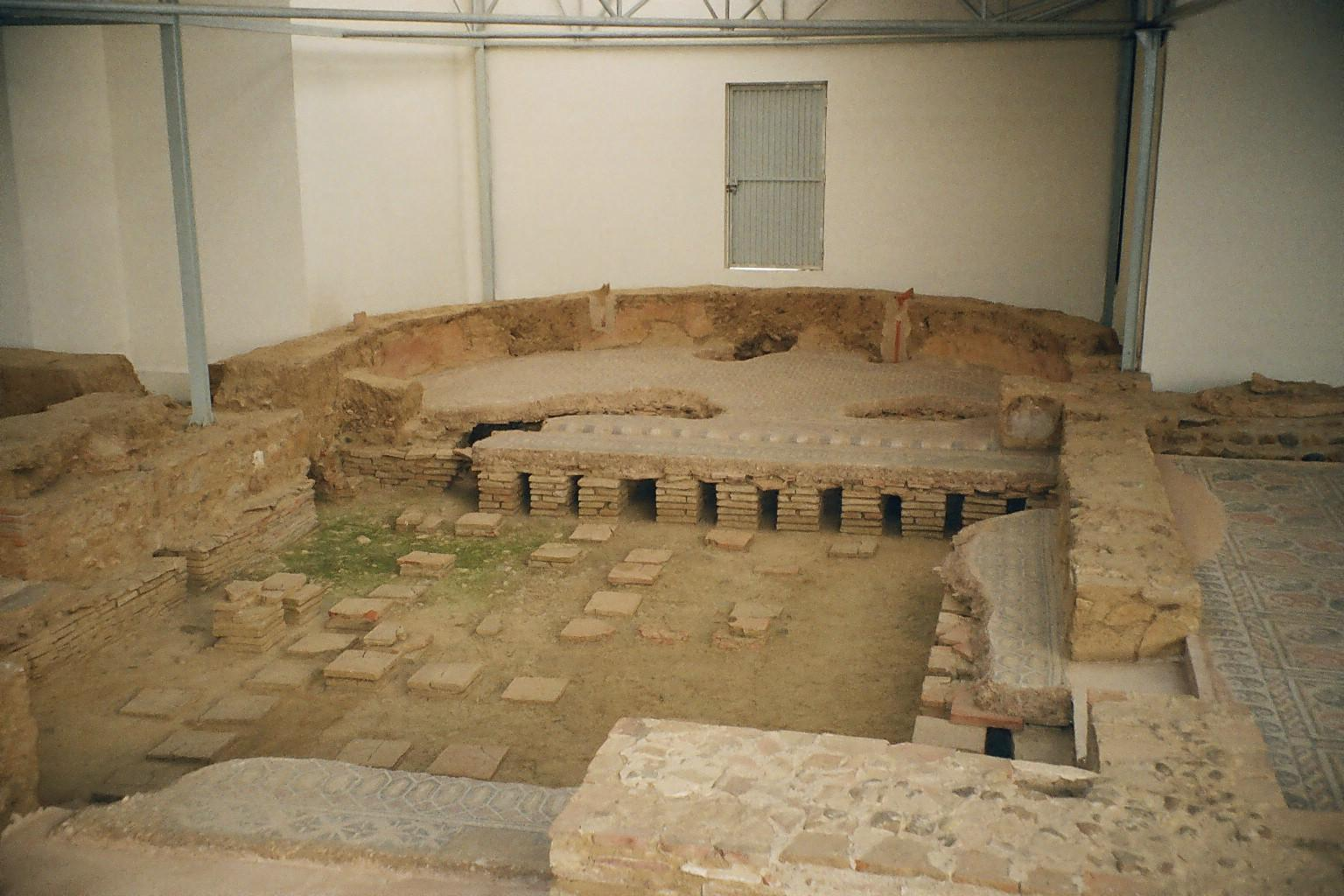
Гипокауст под римской виллой

Гипока́уст (лат. hypocaustum, от др.-греч. ὑπο- — приставка со значением под- и καυστός — «горячий, раскалённый, подогретый») — наиболее распространённый тип классической античной, в особенности древнеримской, отопительной системы, предназначенной для обогрева одноэтажных зданий. Представлял собой открытое пространство под полом, которое обеспечивало доступ горячего воздуха в комнаты над ним из печи или камина.
Как правило, затраты на установку гипокауста окупали себя в общественных банях, которые возводились за счёт государства. Провести гипокауст в частных домах (виллах) могли позволить обычно только состоятельные римляне (политики, торговцы, крупные военачальники). Но даже в этом случае гипокаустом зимой отапливалась не вся вилла, а только определённая её часть.

## История
Точно установить техническую и хронологическую эволюцию гипокауста затруднительно. Возник он, по-видимому, в Древней Греции, но в Древнем Риме его усовершенствовал известный торговец и гидроинженер Сергий Ората в I веке до н. э. По мере территориальной экспансии Рима гипокауст стал применяться повсеместно в империи, но наибольшее распространение получил в довольно холодных северных провинциях, а также горных регионах Иберии, Балкан, Альп и Апеннин. Остатки гипокаустов археологи находят при раскопках древнеримских вилл: Вилла Армира (соврем. Болгария), Вьё-ля-Ромэн (соврем. Франция), Вилла Биньор (Великобритания) и других.

## Устройство

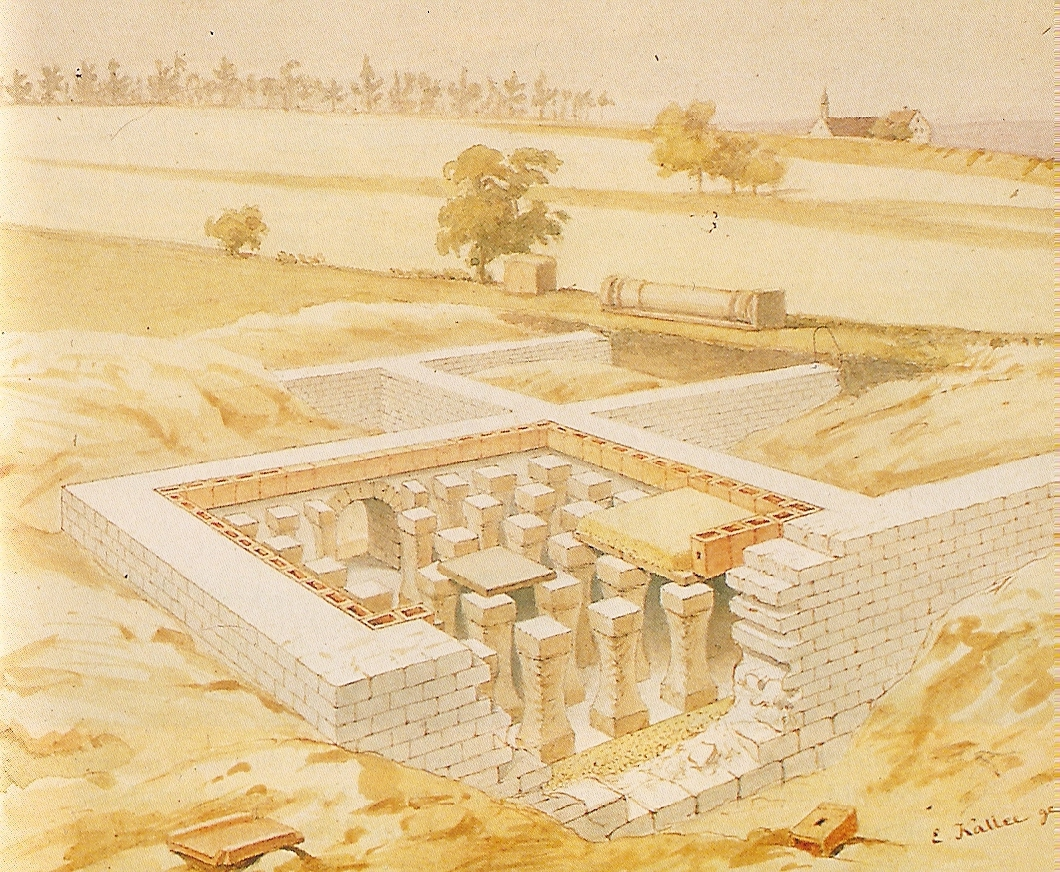
Устройство гипокауста

Гипокауст представлял собой печь, обычно расположенную за пределами отапливаемого помещения, которая имела систему каналов и труб, проводивших тёплый воздух под пол и в стены здания. С упадком Римской империи, гипокауст быстро и окончательно вышел из употребления в периферийных северных провинциях. К примеру, в Британии романо-британская культура, знавшая гипокауст, быстро пришла в упадок под натиском германцев и англосаксов, вытеснивших романизированное кельтское население на периферию острова. Британские дома не знали центральной системы отопления в период между концом V века и концом XIX века. В более южных романизированных регионах Средиземноморья гипокауст сохранялся довольно долго. В Испании в средние века гипокауст претерпел некоторые изменения и продолжал использоваться под названием глория до начала XX века. До начала XII века его также использовали североафриканские мусульманские государства Магриба, постепенно модернизируя и заменяя его на более современные отопительные средства соответствующих эпох.